# تور ایمیل‌هایی که نمی‌توانم بفرستم
تور ایمیل‌هایی که نمی‌توانم بفرستم (انگلیسی: Emails I Can't Send Tour) چهارمین تور کنسرت از خواننده، ترانه‌پرداز و بازیگر آمریکایی سابرینا کارپنتر در حمایت از پنجمین آلبوم استودیویی او به نام ایمیل‌هایی که نمی‌توانم بفرستم (۲۰۲۲) است. این تور کنسرت در ۲۹ سپتامبر ۲۰۲۲ در آتلانتا، ایالات متحده آغاز شد و در ۴ اوت ۲۰۲۳ در شیکاگو، ایالات متحده به پایان رسید. این تور شامل ۸۰ اجرا در سه مرحله در آمریکای شمالی و یک مرحله در هر یک از منطقه‌های آمریکای جنوبی، اروپا و آسیا بود.

## پس‌زمینه
در ۳۱ ژوئیه ۲۰۲۲، کارپنتر تصویری از دوران کودکی خود را در حساب اینستاگرامش منتشر کرد و نوشت: «چه آهنگ‌هایی رو دوست دارید در تور بشنوید [...] دارم از طرف یک دوست می‌پرسم»، که به احتمال برگزاری تور اشاره داشت. در مصاحبه‌ای با مجله وگ در اوایل اوت، او فاش کرد که با توجه به نزدیکی آلبوم جدیدش به خودش، احساس می‌کند تور حمایت از آن ممکن است «شاید مفرح‌ترین نمایشی باشد که تاکنون اجرا کرده»، و برای این موضوع «بسیار هیجان‌زده» است.
در ۱۵ اوت ۲۰۲۲، کارپنتر تور ایمیل‌هایی که نمی‌توانم بفرستم را به منظور حمایت از پنجمین آلبوم استودیویی‌اش به نام ایمیل‌هایی که نمی‌توانم بفرستم (۲۰۲۲) اعلام کرد و تاریخ‌ها، مکان‌ها و سالن‌های ۱۲ کنسرت را معرفی کرد. این تور اولین تور کنسرت او بعد از سه سال از زمانی بود که تور قبلی‌اش به نام تور منحصربه‌فرد (۲۰۱۹) برگزار شد. در ۲۴ سپتامبر ۲۰۲۲، کارپنتر اعلام کرد که گروه گرل‌هاوس برای اجرای افتتاحیه در این تور حضور خواهد داشت.
به خاطر تقاضا در پیش‌فروش کنسرت‌های اولیه، یک تاریخ دیگر برای نیویورک سیتی در ۵ اکتبر ۲۰۲۲ اضافه شد. همچنین یک تاریخ برای تورنتو، کانادا در ۱۰ اکتبر ۲۰۲۲ به برنامه افزوده شد. در ۲۷ سپتامبر ۲۰۲۲، کارپنتر اعلام کرد که کنسرت افتتاحیه به دلیل نگرانی‌های ایمنی ناشی از توفند یان به تعویق افتاده و تاریخ رسمی آغاز تور به ۲۹ سپتامبر ۲۰۲۲ موکول شده است. کارپنتر در یک مصاحبه دیجیتال با مجله آمریکن سانگرایتر در اواخر اکتبر، تأیید کرد که بخش جدیدی از تور در سال ۲۰۲۳ برگزار خواهد شد.
در ۱۲ دسامبر ۲۰۲۲، او اعلام کرد که مرحله دوم تور در آمریکای شمالی از مارس تا اواخر مه ۲۰۲۳ برگزار خواهد شد و شامل ۳۹ تاریخ کنسرت است (که تاکنون به دلیل تقاضا، ۳ تاریخ به آن اضافه شده است). همچنین او اشاره کرد که تاریخ‌های بین‌المللی نیز در آینده به تور اضافه خواهد شد. کارپنتر افزود که «چند آهنگ جدید» نیز در این تور اجرا خواهد شد. در ۳۰ ژانویه ۲۰۲۳، مرحله سوم تور اعلام شد که شامل ۱۰ کنسرت در اروپا و بریتانیا است.
کنسرت او در پورتلند، اورگن به دلیل تهدید به بمب‌گذاری لغو شد.

### تهیه بلیت
پیش‌فروش اولین مرحله از تور در ۱۶ اوت ۲۰۲۲ آغاز شد. بلیت‌ها و بسته‌های وی‌آی‌پی در ۱۹ اوت ۲۰۲۲ برای عموم مردم از طریق وبگاه تیکت‌مستر به فروش رسید. دارندگان کارت امریکن اکسپرس دو روز قبل‌تر، از ۱۷ اوت تا شب ۱۸ اوت، دسترسی ویژه داشتند. روز بعد، کارپنتر اعلام کرد که تور در کمتر از یک روز به‌طور کامل فروخته شده است.